# 牧本幹男
牧本 幹男（まきもと みきお、1941年（昭和16年）7月3日 - ）は、日本の政治家。第10代福山市長（2期）。

## 人物
広島県福山市に生まれる。父親は大阪大学名誉教授の牧本利夫。1960年 (昭和35年) に広島大学附属福山高等学校、1964年（昭和39年）に同志社大学商学部を卒業、琴の生産で知られる牧本楽器株式会社に入社。1974年（昭和49年）、同社専務に就任。
1983年（昭和58年）8月21日に行われた福山市長選挙に、日本鋼管福山製鉄所の全面的な支持を受けて立候補。現職市長の中川弘、元市長の立石定夫、日本共産党公認の新人らを相手に戦い初当選した。市長選の前年12月、土木行政をめぐる汚職事件で助役の土屋陽光が逮捕されており、中川は1期で退くこととなった。
牧本が最初に直面した問題は1984年度の予算編成であった。破綻寸前の財政状況の中、補助金のカットや市職員の退職金削減などを行うことによりこれを乗り切る。
「ガラス張りの市政をつくりたい」とスローガンを掲げ市長職に就いたものの、不祥事は増加する一方であった。就任後、1986年（昭和61年）1月上旬までの約2年4か月の間に逮捕者は延べ8人、市庁舎などが受けた捜索は7回、懲戒免職・減給・戒告などの処分者は41人に及んだ。また1987年（昭和62年）7月28日、広島県は福山市のヤミ給与疑惑を裏付ける調査結果を発表した。同年、元市長の徳永豊の子の徳永光昭を破り再選。1991年（平成3年）8月25日、任期満了により市長を退任。

## 不祥事
1989年（平成元年）7月12日、市の汚土収集委託業務をめぐり、元委託業者の詐欺や暴力行為、牧本への委託念書の強要などの一連の疑惑解明に向けて、福山市議会は百条委員会の設置を全会一致で決めた。同市における百条委員会設置は27年ぶりのこととなった。
同年、福山市議と福山市選出の県議は、牧本、助役3名、収入役1名、産廃処理業者らに対し住民訴訟を提起した。牧本は業者の脅しに屈し、1986年度以降の汚土収集業務をすべて当該業者1社に委託することとし、1988年（昭和63年）4月23日には業者に委託を継続する旨の念書を交付し、不法な公金を支出させ市に多額の損害を与えたことが裁判によって明らかとなった。
2億円の損害賠償を産廃処理業者と牧本、元助役に命じられた。ちなみにこの産廃処理業者は参議院議員塩村文夏の実父である。塩村は「事件の細かい話は、ほとんど知りません。ご迷惑をおかけしたことについては申し訳なく思っている。」と述べている。
2006年（平成18年）、汚泥不正事件での牧本らの敗訴が確定。翌2007年（平成19年）、牧本は損害賠償を「支払う資産はほとんどない」として、自己破産した。助役とその相続人からは1億円以上回収されている。